# Нахалег
Нахале́г (Нахелег, Нахлег, Неелег, Кубарі) — піщаний острів в Червоному морі в архіпелазі Дахлак, належить Еритреї, адміністративно відноситься до району Дахлак регіону Семіен-Кей-Бахрі.

## Географія
Третій за величиною острів в архіпелазі. Розташований на північний схід від острова Нора. Утворений з двох округлих частин, з'єднаних між собою вузьким (120 м) перешийком. Окрім центрального заходу облямований кораловими рифами. На острові розташований радіомаяк.